# Стружувка
Стружу́вка (пол. Stróżówka) — село в Польше, находящееся на территории гмины Горлице Горлицкого повята Малопольского воеводства.

## География
Село находится в 5 км от Горлице и в 96 км от Кракова.

## История
Во время Первой мировой войны в окрестностях села проходили ожесточённые бои, о чём свидетельствуют несколько воинских захоронений, сохранившихся до нашего времени.
С 1978 по 1998 год село административно входило в Новосонческое воеводство.

## Достопримечательности
В окрестностях села находятся воинские захоронения времён Первой мировой войны:
- Воинское кладбище № 92 (Стружувка) — памятник Малопольского воеводства;
- Воинское кладбище № 93 (Стружувка) — памятник Малопольского воеводства;
- Воинское кладбище № 94 (Стружувка);
- Воинское кладбище № 95 (Стружувка) — памятник Малопольского воеводства;
- Воинское кладбище № 96 (Стружувка);
- Воинское кладбище № 97 (Стружувка).